# Lípa v Hejnicích
Lípa v Hejnicích je památný strom, lípa srdčitá (Tilia cordata) rostoucí u kostela Navštívení Panny Marie v severočeském městě Hejnice. Strom dosahuje výšky 22 metrů a obvod jeho kmene činí 405 centimetrů. Stáří stromu je odhadováno na 250 let. Prohlášena za památný strom byla na základě rozhodnutí Správy Chráněné krajinné oblasti Jizerské hory vydaném dne 13. září 1993 a účinném od 2. října téhož roku.